# Емил Георгиев (композитор)
Вижте пояснителната страница за други личности с името Емил Георгиев.
Емил Георгиев е български музикант – диригент, композитор, аранжьор и пианист.

## Биография
Завършва Теоретичния и диригентски факултет на Държавната музикална академия в София през 1953 г.
Работи като диригент на Естрадния оркестър към Концертната дирекция и на оркестъра на Театъра на Въоръжените сили в края на 1950-те години. После е диригент на Естрадния оркестър на Комитета за телевизия и радио (1960 – 1962), главен диригент (по-късно: главен художествен ръководител) на музикалните състави при Софийския градски народен съвет – оркестър „София“, Софийски духов оркестър, „Софийски солисти“ (1964 – 1971). След това е главен художествен ръководител на Естрадата при БНА (1971 – 1974) и художествен ръководител на вокално-естрадна група на ансамбъл „Маяковски“ при Общонародния комитет за българо-съветска дружба.
Чрез многостранната си дейност като диригент, композитор, аранжьор и музикален деятел има голям принос за формирането и развитието на съвременната българска популярна музика. Композира (с участие на Атанас Бояджиев), аранжира и дирижира музиката към „Първи стършелов спектакъл“ (1953), който се радва на голям успех, а оркестърът му е в основата на създадения после Голям естраден оркестър към Концертната дирекция.
Създава първите си песни в началото на 1950-те години, сред които „Чико от Порто Рико“ (с пръв изпълнител Нейчо Попов) в изпълнение на Леа Иванова добива широка популярност и продължава да звучи в други версии. Заедно с Морис Аладжем и Иван Стайков е сред първите аранжьори в българската популярна музика и допринася за израстването на нови аранжьори през 1960-те и 1970-те години.
Автор е на много песни, от които „Безсъница“ (изп. Йорданка Христова) – печели I награда на фестивала „Златният Орфей“ през 1975 г. Композира филмова (към документални, късометражни и игрални филми) и театрална музика, забавни и танцови пиеси, инструментални пиеси за джазов оркестър, камерна и хорова музика и др.

## Известни творби

### Забавни песни
- „Чико от Порто Рико“
- „Безсъница“
- „Синя вечер“
- „Вечерна песен“
- „Лека нощ“
- „Ето ни влюбени“ и др.

### Музика към филми
- „Две победи“, реж. Борислав Шаралиев (1956);
- „Последният рунд“, реж. Людмил Кирков (1961) и др.